# Museo Historia y Antropología de Cholula

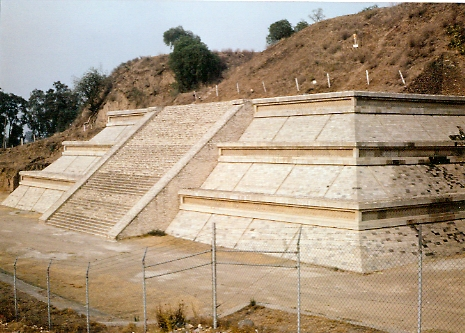
Base oriental Pirámide de Cholula

El Museo de Historia y Antropología de Cholula, conocido también como Museo de Sitio de Cholula y zona Arqueológica de Cholula, es una institución dependiente del Instituto Nacional de Antropología e Historia de México (INAH) que se encuentra ubicado en el Estado de Puebla. No confundir con el Museo Regional de Cholula, ubicado a dos calles. El territorio de Puebla ha sido de gran importancia en la historia de México, y en él se han hallado los restos más antiguos del cultivo de maíz y camotes en la región de Tehuacán; fue el escenario de ciudades prehispánicas tan importantes como Cantona y Cholula.
En cuanto a la historia de Cholula, su toponimia proviene de las raíces náhuatl: "chololoa, lo que significa "despeñarse el agua". El sitio que actualmente ocupa la ciudad de Cholula muestra indicios de ocupación humana por lo menos desde el Preclásico medio mesoamericano (ss. XII-IV a. C.), lo que representa una ocupación continua desde hace más de 30 siglos. El primer asentamiento de Cholula se localizaba en las inmediaciones de un lago que ha desaparecido. Esto ocurrió en el período Preclásico Medio o Superior, aproximadamente entre el siglo VIII y III antes de nuestra era. En aquel tiempo, las poblaciones mesoamericanas eran pequeñas aldeas cuya ocupación principal era la agricultura de subsistencia, centrada especialmente en el cultivo del maíz. Alrededor del siglo I antes de nuestra era, en Cholula se construyó el primer centro ceremonial importante, a partir del cual crecería lo que sería uno de los principales centros religiosos de Mesoamérica.

## Introducción
La zona arqueológica de Cholula con su Museo de Sitio, representa un significativo lugar en relación con su afluencia de visitantes dentro de la oferta cultural, pública y privada, en el Estado de Puebla.  En los últimos años ha ocupado un lugar variable (9.º, 10.º  y 11.º lugar) en relación con los sitios arqueológicos abiertos al público en el país.

## Ubicación
El museo se ubica en la población de San Andrés Cholula, concretamente en la avenida 8 Norte n.º 2, esq. con av. Morelos. Cholula es un municipio ubicado en el estado mexicano de Puebla, localizado en la región centro-occidental del mismo. La cabecera municipal, del mismo nombre que el municipio, está localizada a aproximadamente 8 km al oeste de la capital del estado. San Andrés Cholula colinda al norte con San Pedro Cholula, al sur con Ocoyucan, al oeste con San Gregorio Atzompa y al este con Puebla de Zaragoza.
La fundación de Cholula se remonta al año 500 A.C. Cholula se ha traducido de la lengua náhuatl como agua que cae en el lugar de huida. Fueron los toltecas quienes formaron aquí el mayor centro ceremonial del Anáhuac, convirtiendo a Cholula en la Ciudad Sagrada. Cholula ha sido un asentamiento con ocupación prácticamente ininterrumpida desde el siglo V hasta nuestros días. Por ello se reconoce a como la ciudad viva más antigua de América. La ciudad posee un particular encanto al recorrer su centro histórico rodeado de iglesias y bellos edificios coloniales, enmarcados por su gran pirámide prehispánica.

## Historia
Es un inmueble moderno construido de propio para ser utilizado como Museo de Sitio de la zona arqueológica de Cholula. Consta de tres salas de exposición permanente dispuestas en un solo nivel.  Está localizado sobre el arranque del talud norte de la Gran Pirámide y se puede acceder utilizando una rampa o escalinatas desde su jardín frontal.
Existen referencias documentales mínimas y orales de que la entonces primera sala del Museo de Sitio de la zona arqueológica de Cholula se inauguró en 1945, aún antes de que concluyera la primera temporada de exploraciones arqueológicas en Cholula (1931-1956).  Esta primera sala expone algunos objetos arqueológicos y muestra una maqueta elevada de la reconstrucción de las diferentes etapas constructivas de la Gran Pirámide de Cholula, así como un perfil de lo que debió ser su última etapa constructiva pero sin incluir al templo católico en su cúspide.
Al término de la segunda temporada de exploraciones arqueológicas (1967-1971) se agrega la segunda sala al Museo de Sitio incrementando en este espacio la colección expuesta (fundamentalmente cerámica) y modificando la maqueta de la sala uno, ya que se incluyen los nuevos espacios explorados en el costado sur y poniente de la Gran Pirámide, se baja la maqueta al foso actual y se elimina el perfil de la última etapa constructiva, agregándole el Santuario de la Virgen de los Remedios en su cúspide y contribuyendo con ello a la confusión interpretativa del sitio arqueológico.
A principios de la década de 1990 se agrega una pequeña tercera sala de exposiciones, dedicada a la reproducción de las pinturas murales de Cholula. Durante 1997 se realiza una rehabilitación museográfica del Museo de Sitio, se cambia el discurso y se modifica la colección expuesta, sustituyendo las piezas por otras más representativas. Diez años después, en 2007 nuevamente se realiza una rehabilitación museográfica, se sustituye el viejo mobiliario por otro más digno, se modifica nuevamente la colección expuesta y se agrega un espacio dedicado al contacto con los españoles, resaltando la importancia del documento de época del denominado Códice de Cholula, que se encuentra expuesto en el Museo de Sitio de Cholula.

## Exposiciones

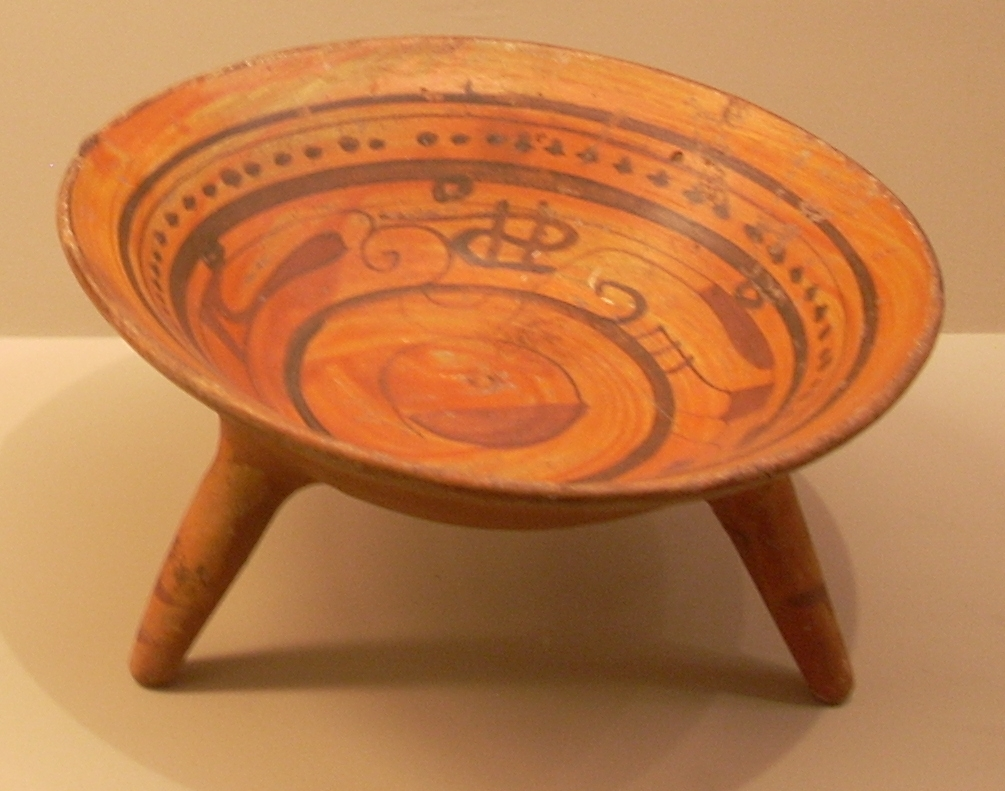
Cerámica anaranjanda con base en trípode

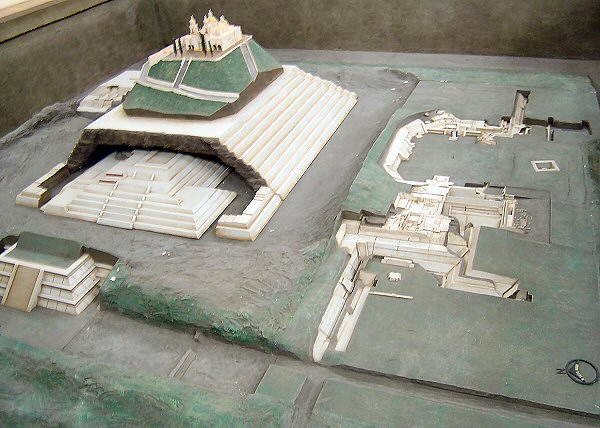
Maqueta de la Gran Pirámide de Cholula

Las salas de exposición están dispuestas de manera cronológica utilizando para ello la cerámica se aborda el desarrollo cultural de Cholula en la época prehispánica;
- en la sala uno se expone la maqueta del sitio arqueológico además de tratar temas, tales como, la historia de las exploraciones, arqueología de Cholula (cronología), cerámica, el sistema constructivo y el Patio de Los Altares;
- la sala dos aborda el posclásico temprano (800-900 d. C.), el posclásico medio-superior (900-1521 d. C.), costumbres funerarias, y el contacto con los españoles, y finalmente en la
- en la sala tres se exponen las reproducciones de la pintura mural de Cholula y objetos arqueológicos aludidos en las pinturas murales.

Los discursos interpretativos del museo siguen un discurso técnico-arqueológicos y bajo una línea cronológica, abordan sólo una perspectiva de un sitio arqueológico tan sui generis como lo es Cholula y su Gran Pirámide que teniendo en su cúspide un importante templo mariano dedicado a la Virgen de Los Remedios, que funciona
en la actualidad como primordial símbolo de identidad para barrios y pueblos de la región de Cholula.
En este sentido debería integrar en su discurso interpretativo alternativas menos técnicas y más narrativas y cercanas a las interrogantes del público. El área dedicada al momento del contacto con los españoles aborda estas perspectivas y utilizando los planos del Códice de Cholula, intenta brindar información que permita al visitante leer el documento pictográfico de tal manera que, sobre todo en el caso del público local, pueda reconocer la actual geografía sobreponiéndola a la geografía prehispánica y colonial temprana de la Región de Cholula.

## Servicios y horarios
Se cuenta con guías de turismo acreditados por la SECTUR pero sus servicios son de cuota.  Además, el Museo de Sitio cuenta con cedulario en idioma español e inglés.  De igual forma, el Museo, a través del INAH realiza publicaciones y cuenta con servicio sanitario.
- Horario: Abierto al público de lunes a domingo de 9 a 18 hrs.
- Precio:
  - entrada general: $46. Incluye acceso a la zona arqueológica
  - entrada libre: niños menores de 13 años, estudiantes, maestros y personas de la tercera edad con credencial
  - domingos, entrada libre

La utilización de videocámara está sujeta a un pago de derechos